# 田村禎通
田村 禎通（たむら よしゆき、1946年（昭和21年）8月18日 - ）は、日本の医学者（医学博士）。医師。徳島文理大学学長。徳島大学医学部医学科卒業。徳島県徳島市出身。

## 経歴
1971年（昭和46年）、徳島大学医学部を卒業。1976年（昭和56年）、同大学で医学博士号を取得。その後、同大学講師、国立病院機構徳島病院内科医長、国立病院機構善通寺病院院長などを経て2012年（平成24年）に徳島文理大学保健福祉学部の教授兼学部長に就任。
2017年（平成29年）に徳島文理大学大学院看護学研究科長、そして同大学副学長に就任。2018年（平成30年）、前学長である桐野豊の任期満了に伴い、同大学の学長に就任。